# Ruralizacja
Ruralizacja proces społeczny będący przeciwieństwem urbanizacji, polegający na odpływie ludności miejskiej na wieś. Spowodowany jest większą atrakcyjnością terenów pozamiejskich w niektórych regionach. Proces ten oznacza także upodabnianie się terenów miejskich, w szczególności obszarów podmiejskich do obszarów wiejskich i przyjmowanie wiejskiego stylu życia. 